# Ucieczka z kina „Wolność”
Ucieczka z kina „Wolność” – polski komediodramat filmowy z elementami fantastycznymi z 1990 roku w reżyserii Wojciecha Marczewskiego, nakręcony na podstawie autorskiego scenariusza. Film jest rozrachunkiem z ostatnimi latami istnienia Polskiej Rzeczypospolitej Ludowej, widzianym oczyma cenzora Rabkiewicza (Janusz Gajos). Gdy na pokazie filmowym propagandowego filmu Jutrzenka w miejscowym kinie „Wolność” aktorzy widoczni na ekranie buntują się wobec fałszywego scenariusza i przemawiają do publiczności, Rabkiewicz zaczyna podważać sens swojego zawodu.

## Fabuła
Akcja Ucieczki z kina „Wolność” toczy się u schyłku istnienia Polskiej Rzeczypospolitej Ludowej. W niewymienionym z nazwy mieście główny cenzor Rabkiewicz (Janusz Gajos) otrzymuje wiadomość, iż w miejscowym kinie Wolność dochodzi do niepokojących wydarzeń podczas projekcji filmu Jutrzenka. W czasie seansu bohaterowie rozmawiają ze sobą o marnym scenariuszu, który został im przydzielony, a następnie wdają się w dyskusję z widzami o swoich prywatnych, ludzkich problemach. Cenzor, dostrzegłszy, co dzieje się na ekranie, jest skonfundowany całą sytuacją. Opuszczają go witalne siły, gdy spostrzega, że postacie z ekranu przemawiają również do niego. Tymczasem kino oblega tłum ludzi, w wyniku czego Rabkiewicz zleca wykupienie wszystkich seansów, aby nikt już nie mógł uczestniczyć w projekcji filmu. Okazuje się jednak, że nawet przy pustej widowni aktorzy nie godzą się grać swoich ról.
Kiedy cenzor wraca, by odebrać płaszcz, który zostawił w kinie, jedna z bohaterek ekranowej Jutrzenki, Małgorzata, pyta go o przyczyny podjęcia się tego zawodu, choć jak wie, wcześniej był poetą i krytykiem teatralnym. Gdy asystent cenzora zjawia się w kinie wraz z sekretarzem Komitetu Wojewódzkiego partii, ten również okazuje oburzenie zaistniałą sytuacją. W celu dogłębnego zbadania sprawy pojawia się propozycja projekcji nowo przywiezionego amerykańskiego filmu pod tytułem Purpurowa róża z Kairu, w którym podobnie jak w Jutrzence bohater zwraca się wprost do jednej z osób na sali kinowej. Przez przypadek w momencie zmiany taśmy dochodzi do nałożenia na siebie dwóch obrazów, a główny bohater filmu Woody’ego Allena przeniesiony zostaje do fabularnego świata Jutrzenki. W ataku furii sekretarz KW zleca spalenie taśmy. Rabkiewicz zdobywa się wówczas na bunt wobec przełożonego, atakując go słowami, że „być świnią a być mordercą to zupełnie co innego” i apelując o ocalenie postaci filmowych jako żywych ludzi. W proteście cenzor przechodzi na drugą stronę ekranu. Uciekłszy wraz z bohaterami Jutrzenki z filmowej fikcji, Rabkiewicz wyrusza na surrealną wędrówkę po miejskich dachach. Wówczas spotyka postaci z innych fabuł, którym wcześniej sam „zniszczył życie”, wyciąwszy ich sceny z filmów lub sztuk teatralnych.

## Obsada aktorska
- Janusz Gajos – cenzor Rabkiewicz
- Teresa Marczewska – Małgorzata w filmie Jutrzenka
- Zbigniew Zamachowski – asystent cenzora
- Władysław Kowalski – Tadeusz, aktor grający profesora, ojca Małgorzaty w filmie Jutrzenka
- Piotr Fronczewski – sekretarz KW
- Krzysztof Wakuliński – docent Jerzy, mąż Małgorzaty w filmie Jutrzenka
- Michał Bajor – krytyk filmowy
- Ewa Wiśniewska – była żona cenzora
- Artur Barciś – kinooperator Krzysio
- Monika Bolly – Marta Rabkiewicz, córka cenzora
- Maciej Kozłowski – amerykański aktor w filmie Purpurowa róża z Kairu
- Henryk Bista – towarzysz Janik
- Ewa Wencel – sekretarka cenzora
- Zofia Tomaszewska-Grąziewicz – bileterka
- Aleksander Bednarz – Edward, pracownik cenzury
- Krystyna Tkacz – pielęgniarka w filmie Jutrzenka
- Jerzy Gudejko – lekarz w filmie Jutrzenka
- Daria Trafankowska – pani Jurczyk, pracownik kuratorium
- Lech Gwit – asystent sekretarza w KW
- Jerzy Bińczycki – Karwański, kierownik kina „Wolność”
- Jan Peszek – Raskolnikow
- Mirosława Marcheluk – dziennikarka na spotkaniu z cenzorem
- W filmie wykorzystano cytat z Purpurowej róży z Kairu (1985) w reż. Woody Allena, w którym pojawiają się Mia Farrow i Jeff Daniels

## Plenery
Film był kręcony w Łodzi. W pierwszych scenach filmu można rozpoznać wejście do kina „Włókniarz” (późniejsze kino „Capitol”). Cenzor mieszka w kamienicy Scheiblerów, leżącej u zbiegu ulic Piotrkowskiej i Próchnika, należącej niegdyś do jednego z największych łódzkich fabrykantów – Karola Scheiblera. Podczas sceny spotkania na dachu, w oddali można zobaczyć charakterystyczne budynki Textilimpexu, hoteli Savoy i Grand. Sceny filmu Jutrzenka (zbuntowani aktorzy) kręcone były we wnętrzach pałacu w Ciechanowcu.

## Odbiór
Krzysztof Biedrzycki z pisma „Znak” ocenił Ucieczkę z kina „Wolność” jako: „Film mądry, o odpowiedzialności za epokę, o konsekwencjach odmowy, o cenie wolności i wiążących się z nią wyzwaniach: zdawało się, że otwierający nowy rozdział w dziejach kina, tymczasem był on zamknięciem wcześniejszych zmagań z PRL-em”. W opinii Barbary Gizy film „przedstawia codzienność w jej załamaniu ze względu na zaburzenie porządku logicznego, nawet racjonalnego, poprzez przemieszanie rzeczywistości świata przedstawionego w filmie oraz rzeczywistości sali kinowej z rzeczywistością końca lat osiemdziesiątych”. Giza interpretowała film jako przedstawienie „rytuału przejścia”, z jakim zmagał się naród polski w okresie transformacji: „obowiązujące do tej pory prawa, zasady, reguły, [...] ulegają zawieszeniu, całkowitemu przenicowaniu, ale nowe, które nadchodzi, także przecież jest wielkim znakiem zapytania, nie oznacza wprost czegoś doskonalszego, jednoznacznie pozytywnego”. Natasza Korczarowska-Różycka zauważyła jednocześnie, że Marczewski, „idąc śladami Andrzeja Munka (Eroica, a zwłaszcza Zezowate szczęście) podstawił społeczeństwu lustro, w którym odbiła się – zwielokrotniona przez 40 milionów obywateli PRL – twarz cenzora”. Piotr Kletowski rozpatrywał Ucieczkę z kina „Wolność” przede wszystkim jako „hołd dla kina jako sztuki, która – w sposób najbardziej dojmujący – wpływa na życie człowieka, widza kinematograficznego spektaklu”.

## Nagrody
| Rok  | Festiwal/instytucja                                            | Nagroda                                                                                                | Odbiorca                                         |
| ---- | -------------------------------------------------------------- | --- | ------------------------------------------------ |
| 1990 | Festiwal Polskich Filmów Fabularnych                           | Złote Lwy dla najlepszego filmu                                                                        | Wojciech Marczewski                              |
| 1990 | Festiwal Polskich Filmów Fabularnych                           | Nagroda za muzykę                                                                                      | Zygmunt Konieczny                                |
| 1990 | Festiwal Polskich Filmów Fabularnych                           | Nagroda za główną rolę męską                                                                           | Janusz Gajos                                     |
| 1990 | Festiwal Polskich Filmów Fabularnych                           | Nagroda Dziennikarzy                                                                                   | Wojciech Marczewski                              |
| 1990 | Festiwal Polskich Filmów Fabularnych                           | Nagroda Prezesa Komitetu do Spraw Radia i Telewizji                                                    | Wojciech Marczewski                              |
| 1991 | Przewodniczący Komitetu Kinematografii                         | Nagroda Przewodniczącego Komitetu Kinematografii za twórczość filmową – w dziedzinie filmu fabularnego | Wojciech Marczewski Janusz Gajos Jerzy Zieliński |
| 1991 | Koło Piśmiennictwa Filmowego Stowarzyszenia Filmowców Polskich | Złota Taśma dla filmu polskiego                                                                        | Wojciech Marczewski                              |
| 1991 | Pismo „Film”                                                   | Złota Kaczka dla najlepszego filmu polskiego                                                           | Wojciech Marczewski                              |
| 1992 | Międzynarodowy Festiwal Filmów Fantastycznych w Avoriaz        | Grand Prix                                                                                             | Wojciech Marczewski                              |
| 1994 | Międzynarodowy Festiwal Filmów Fantastycznych w Burgos         | Nagroda dla najlepszego filmu                                                                          | Wojciech Marczewski                              |
| 1994 | Międzynarodowy Festiwal Filmów Fantastycznych w Burgos         | Nagroda za rolę męską                                                                                  | Janusz Gajos                                     |
| 2015 | Festiwal Polskich Filmów Fabularnych                           | Diamentowe Lwy dla najlepszego aktora czterdziestolecia                                                | Janusz Gajos                                     |